# Phalium muangmani
Phalium muangmani is een slakkensoort uit de familie van de Cassidae. De wetenschappelijke naam van de soort is voor het eerst geldig gepubliceerd in 1995 door Raybaudi Massilia & Prati Musetti.